# Mayriella
Mayriella is een geslacht van mieren uit de onderfamilie van de Myrmicinae (Knoopmieren).

## Soorten
- M. abstinens Forel, 1902
- M. ebbei Shattuck & Barnett, 2007
- M. granulata Dlussky & Radchenko, 1990
- M. occidua Shattuck, 2007
- M. overbecki Viehmeyer, 1925
- M. sharpi Shattuck & Barnett, 2007
- M. spinosior Wheeler, W.M., 1935
- M. transfuga Baroni Urbani, 1977
- M. warchalowskii Borowiec, 2007